# René Ansermoz
René Ansermoz, född 1904, var en schweizisk bobåkare. Han deltog vid olympiska vinterspelen 1928 i Sankt Moritz och kom på trettonde plats i fyrmansbob.